# Kings of the Forest (film, 1912)
Pour les articles homonymes, voir Kings of the Forest.
Kings of the Forest est un film muet américain réalisé par Colin Campbell sorti en 1912.

## Fiche technique
- Réalisation : Colin Campbell
- Scénario : Colin Campbell, d'après une histoire d'Otto Breitkreuz
- Production : William Selig
- Date de sortie : États-Unis : 11 novembre 1912

## Distribution
- Tom Santschi
- Frank Richardson
- Betty Harte
- Anna Dodge
- Roy Watson
- Baby Lillian Wade : Iona
- Florence Dye